# Ramon Rodrigues De Mesquita
Ramon Rodrigues De Mesquita (sinh ngày 15 tháng 6 năm 1988), thường được biết với tên Ramon, là một cầu thủ bóng đá người Brasil hiện tại thi đấu cho Nongbua Pitchaya.

## Sự nghiệp câu lạc bộ
Ramon gia nhập đội bóng Việt Nam Than Quảng Ninh vào tháng 1 năm 2017. He was released cùng với fellow Brazilian Jardel in April of the same year.
Ngày 15 tháng 10 năm 2017, Ramon vô tình va chạm với đồng đội ở Persela Lamongan, thủ môn Choirul Huda, trong trận đấu với Semen Padang FC. Huda bị thương ở ngực và cằm dưới, thiếu oxy và dẫn đến tử vong.

## Thống kê sự nghiệp

### Câu lạc bộ
Tính đến 19 tháng 4 năm 2018.
| Câu lạc bộ          | Mùa giải            | Giải vô địch        | Giải vô địch | Giải vô địch | Cúp     | Cúp       | Châu lục | Châu lục  | Khác    | Khác      | Tổng    | Tổng      |
| Câu lạc bộ          | Mùa giải            | Hạng đấu            | Số trận      | Bàn thắng    | Số trận | Bàn thắng | Số trận  | Bàn thắng | Số trận | Bàn thắng | Số trận | Bàn thắng |
| ------------------- | ------------------- | ------------------- | ------------ | ------------ | ------- | --------- | -------- | --------- | ------- | --------- | ------- | --------- |
| Joinville           | 2013                | Série B             | 1            | 0            | 0       | 0         | –        | –         | 0       | 0         | 1       | 0         |
| Sobradinho          | 2013                | —                   | 0            | 0            | 2       | 0         | –        | –         | 0       | 0         | 2       | 0         |
| Duque de Caxias     | 2014                | Série C             | 0            | 0            | 0       | 0         | –        | –         | 5       | 0         | 5       | 0         |
| Hermann Aichinger   | 2015                | —                   | 0            | 0            | 0       | 0         | –        | –         | 10      | 0         | 10      | 0         |
| Caxias              | 2016                | Série D             | 6            | 1            | 0       | 0         | –        | –         | 25      | 5         | 31      | 6         |
| Than Quảng Ninh     | 2017                | V.League 1          | 8            | 0            | 1       | 0         | –        | –         | 0       | 0         | 9       | 0         |
| Persela Lamongan    | 2017                | Liga 1              | 15           | 1            | 0       | 0         | –        | –         | 0       | 0         | 15      | 1         |
| Nongbua Pitchaya    | 2018                | Thai League 2       | 0            | 0            | 0       | 0         | –        | –         | 0       | 0         | 0       | 0         |
| Tổng cộng sự nghiệp | Tổng cộng sự nghiệp | Tổng cộng sự nghiệp | 30           | 2            | 3       | 0         | –        | –         | 40      | 5         | 73      | 7         |

Ghi chú
1. ↑  Số lần ra sân ở Copa do Brasil
2. ↑  Số lần ra sân ở Campeonato Carioca
3. ↑  Số lần ra sân ở Campeonato Catarinense
4. ↑  Số lần ra sân ở Gaúcho Acesso
5. ↑  Số lần ra sân ở Vietnamese Super Cup